# Bucaramanga Gospel

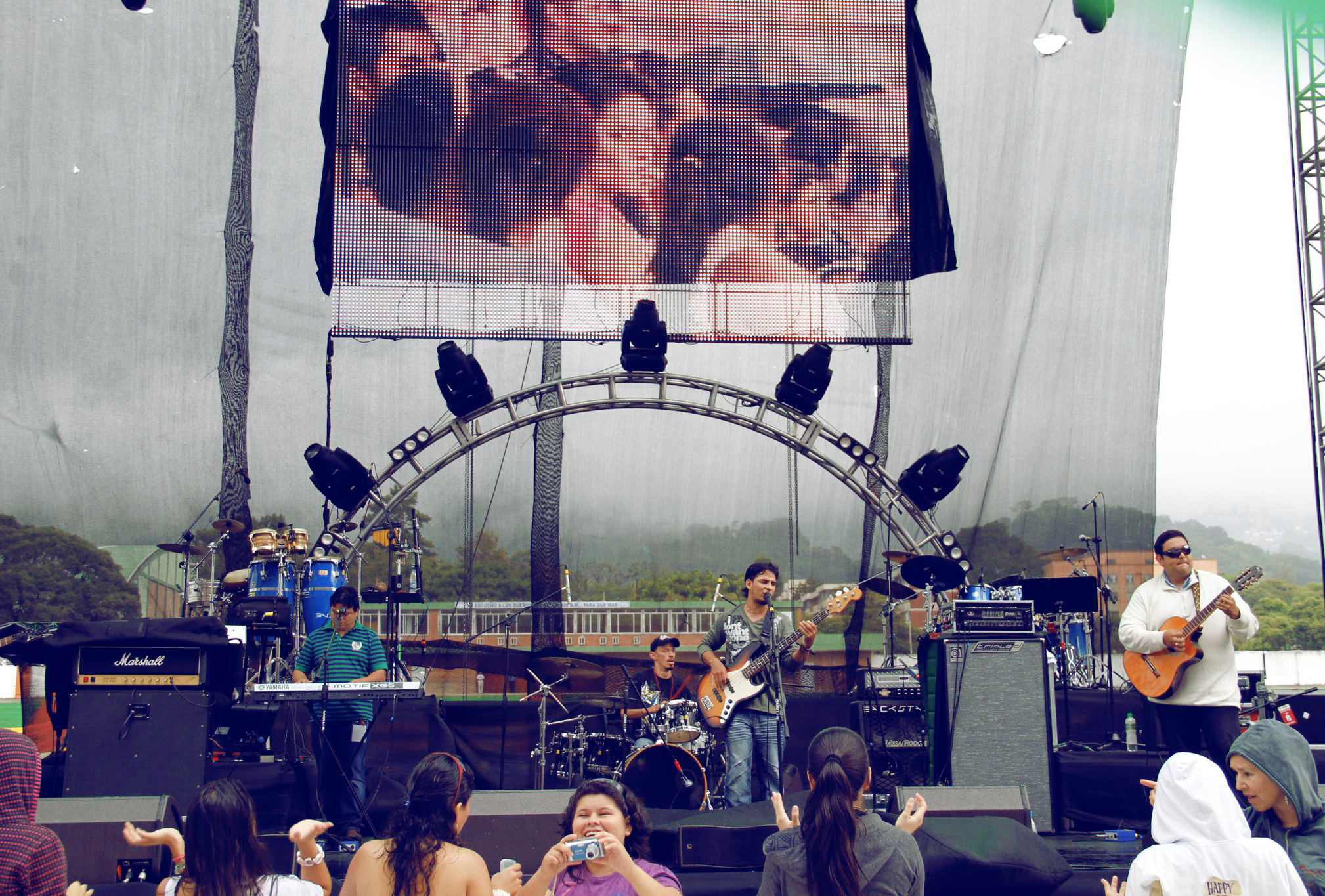
Primer Bucaramanga gospel, Estadio Alfonso López con la participación de Alex Campos, Generasion 12, Alexis Peña y muchos más.

Bucaramanga Gospel es un festival de música gospel (Cristiana) que se realiza en Bucaramanga desde el año 2011 financiado por la Alcaldía de Bucaramanga mediante el proyecto de acuerdo 022 del 14 de abril de 2010 durante el mandato del alcalde Fernando Vargas Mendoza. El evento se ha realizado durante los últimos años en diferentes escenarios deportivos de la ciudad como el estadio Alfonso López y el Velódromo Alfonso Flores Ortiz entre otros y contando con la participación de artistas de talla internacional como Álex Campos, Ingrid Rosario, Alexis Peña, Generación 12, Jaime Murrell, entre otros.

## Historia
Con la proliferación de iglesias cristianas protestantes en Bucaramanga, se empieza a gestar un movimiento cultural de música gospel al interior de dichas iglesias, como parte de los servicios religiosos que se profesan en los recintos protestantes cristianos de la ciudad. El 15 de abril de 2011 se realiza la primera edición de Bucaramanga Gospel en el estadio Alfonzo López, al cual concurrieron más de 20.000 espectadores con la participación de Álex Campos, Generación 12, Alexis Peña y otras bandas locales. En el año 2012 el festival no logró realizarse por conflictos con la administración local pero en 2013 vuelve a realizarse el 16 de agosto en el velódromo Alfonso Flores Ortiz con la participación de Ingrid Rosario, Nathan Ironside, Jose Ordóñez y algunas bandas locales.
El 31 de octubre de 2014 se realiza la cuarta edición del festival nuevamente en el Velódromo Alfonso Florez Ortiz con la participación de Jaime Murrel, Ingrid Rosario entre otros artistas locales bajo el lema "un canto por la paz".
El 14 de agosto de 2015 se realiza la quinta versión de este festival con la participación de Josue del Cid, Omar Herrera, Josue Rivera entre otros artistas y bandas locales.
El 27 de agosto de 2016 se realiza la sexta versión de este festival gospel en el coliseo de El Pilar en la popular calle de los estudiantes de Bucaramanga con la participación especial de Alexis Peña, Elix Ortiz, Bajo su sombra entre otros artistas y bandas locales.